# Étienne Mein
Étienne Joseph Mein né le 27 novembre 1865 à Allauch et mort le 5 mai 1938 à Marseille est un peintre et graveur français.

## Biographie
Étienne Mein est né le 27 novembre 1865 à Allauch, dans le quartier Bon Rencontre. Son père est employé à la Compagnie de navigation mixte et son grand père est un ancien de la marine à voile. Ses parents habitent au quartier du Panier à Marseille au 26, rue des Ferrats, rue qui sera démolie pendant l'occupation. En 1879, il entre en apprentissage dans l'atelier d'un graveur, M. Gérard, où il reste trois ans. Il entre ensuite à l'École des beaux-arts de Marseille où il aura pour maître Dominique Antoine Magaud et Marius Guindon ; il y obtiendra un 1er prix de peinture.
Il donne des cours de dessin dans diverses écoles de Marseille. Il loue une vaste pièce au 3e étage d'un immeuble du quai de Rive Neuve, qu'il transforme en atelier. Il expose au Salon de 1893 à Paris son tableau Le Grand Père. Au cours de son séjour parisien, il découvre le musée du Louvre qui est pour lui un émerveillement. Il devient membre de la Société des artistes marseillais en 1896, puis de la Société des artistes français en 1900. À l'Exposition coloniale de Marseille en 1906, il présente deux tableaux Moutons en Provence et Castillan, ainsi qu'une eau forte Portrait du peintre Antoine Vollon.
Il a quelques élèves, dont en 1909 celle qu'il épousera en 1910 et qui lui donnera un fils, Jean. Il participe à diverses expositions à Narbonne, Carcassonne et Tunis, et obtient en 1920 une mention honorable pour Coin de table. En 1914, il s'installe avec sa famille dans une villa située 9, traverse Bonvoisins dans le quartier de Bompard à Marseille, qu'il quittera en 1933 pour s'installer au 24, boulevard Chave. En 1921, il est professeur de dessin et de modelage aux cours professionnels, rue des convalescents. En 1921, il est nommé sur concours professeur à l'École des Beaux-arts de Marseille.
Lors d'un séjour aux Îles d'Hyères en 1936, il est séduit par ce site et écrit : « Porquerolles en été, quelle puissante nature ! quelle force ! »

## Œuvres

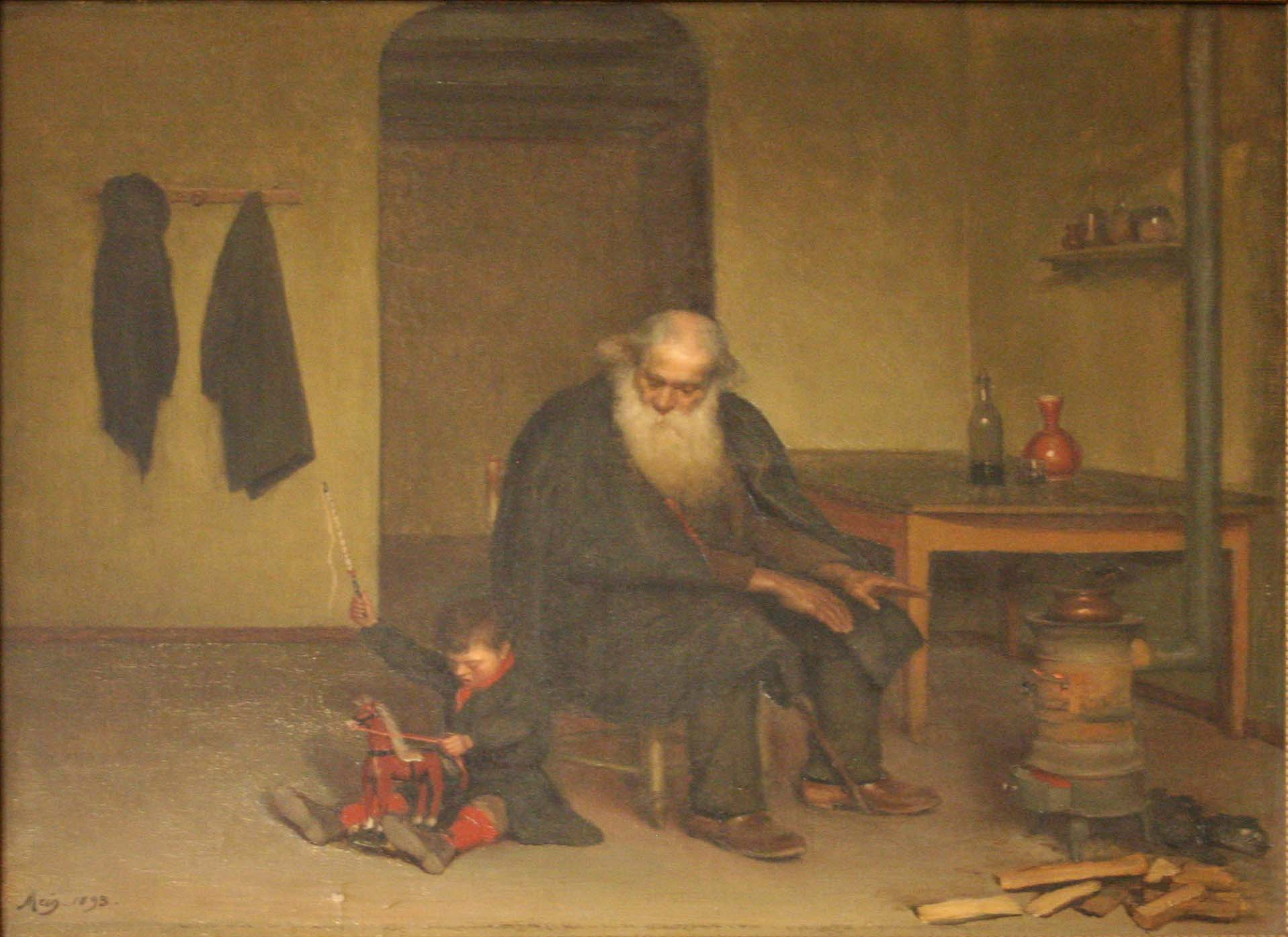
Le Grand-Père, Digne-les-Bains, musée Gassendi.

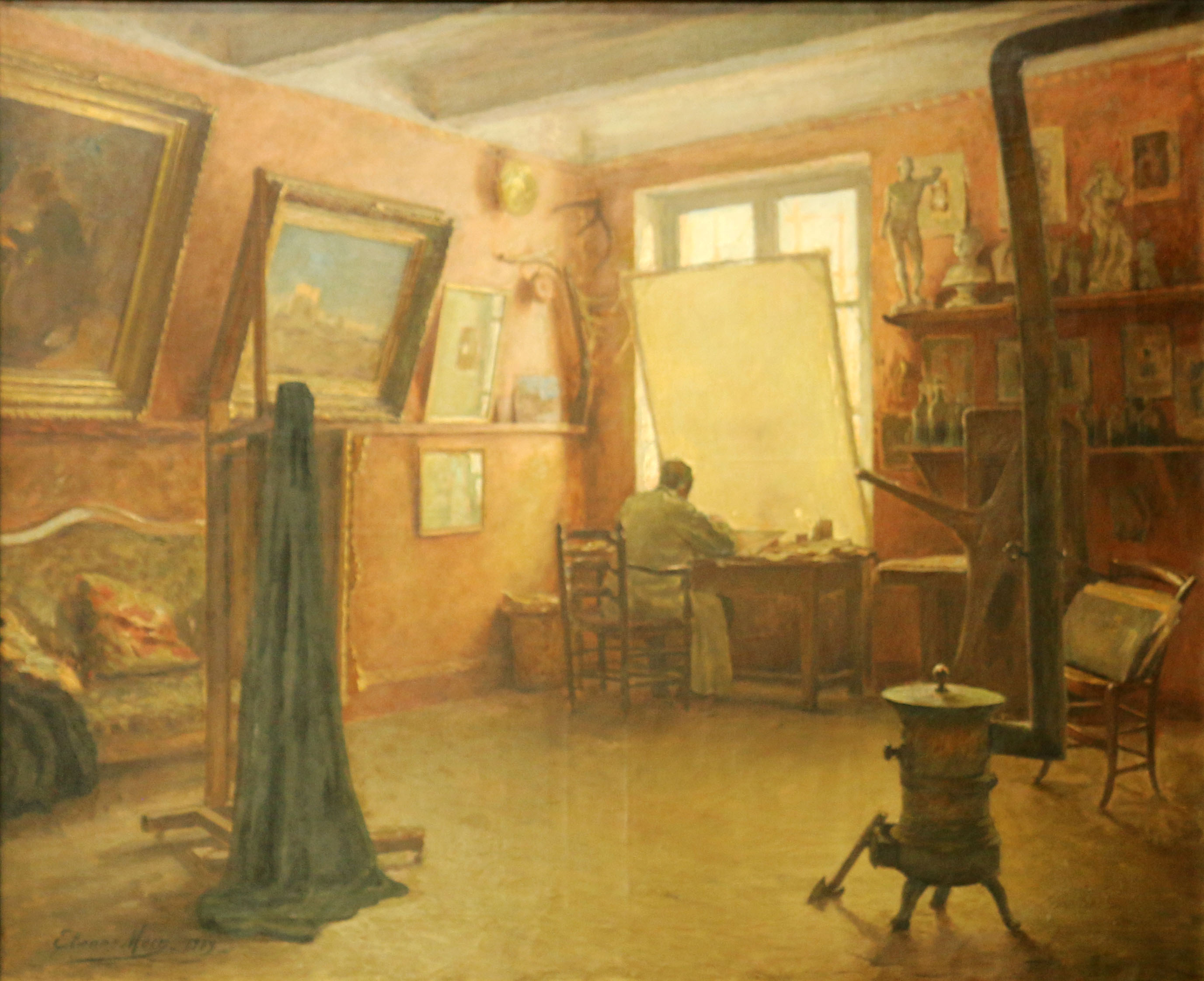
L'Atelier de l'artiste, musée des Beaux-Arts de Marseille.

### Œuvres

#### Collections publiques
- Digne-les-Bains, musée Gassendi : Le Grand-Père.
- Marseille :
  - musée des Beaux-Arts :
    - L'Atelier de l'artiste[3] ;
    - Portrait du peintre Torrents peignant[4].

  - musée Cantini : Intérieur de l'église Saint-Victor[5].

#### Collections privées référencées
- Castillan, 1899, 100 × 73 cm[Mein 7].
- Troupeau de moutons le matin, 1904, 37 × 40 cm[Mein 8].
- Une vue d'Allauch, 1909, 43 × 53 cm[Mein 9].
- Un coin du Vieux-Port, 1912, 60 × 92 cm[Mein 10].
- Daviel opérant de la cataracte à l'Hôtel-Dieu de Marseille le 8 avril 1746 l'ermite d'Éguilles, 1924, 145 × 115 cm[Mein 11].
- Le Petit déjeuner, 1924, 81 × 100 cm, le fils du peintre est représenté sur la terrasse de sa villa de Bompard à Marseille[Mein 12].
- Étienne Mein peint par lui-même, 1925, 65 × 54 cm[Mein 1].
- Église Saint-Laurent de Marseille, 1925-1928, 40 × 34 cm[Mein 13].

### Eaux-fortes
- Portrait de l'auteur, 1896, 131 × 103 mm[Mein 14].
- Pêcheur de Saint-Jean, 1898, 75 × 55 mm[Mein 15].
- Un bon Samaritain, 1898, 185 × 265 mm[Mein 16].
- Une gitane portant son enfant, 1901, 173 × 132 mm[Mein 17].
- La Chèvre blanche, 1901, 120 × 186 mm[Mein 18].
- Portrait du peintre Antoine Vollon, 1902, 218 × 145 mm, œuvre présentée à l'Exposition coloniale de Marseille en 1906[Mein 19].